# Za Tyberiusza na Capri
Za Tyberiusza na Capri (Kaprea za Tyberiusza) – obraz olejny polskiego malarza akademickiego Henryka Siemiradzkiego z 1881 roku.
Temat obrazu bezpośrednio nawiązuje do fragmentu Żywotów cezarów Swetoniusza:

Dziś jeszcze pokazują miejsce jego katowni na Kapri, skąd skazańców po długich i wymyślnych męczarniach kazał w swej obecności zrzucać do morza.

 Inspirację stanowić też mogły treści zawarte w powieści Józefa Ignacego Kraszewskiego Capreae i Roma (1859), najpewniej znanej artyście, który utrzymywał z pisarzem kontakty oparte na wspólnych zainteresowaniach historycznych. 
Przedstawiona scena rozgrywa się na skalistej plaży włoskiej wyspy Capri, gdzie w latach 27–37 rezydował rzymski cesarz Tyberiusz, kierując stamtąd sprawami państwa. Artysta ukazał rozbawiony taneczny korowód przywodzący na myśl uczestników bachanaliów, który niespodzianie natyka się na ciała ofiar zrzucanych z nadbrzeżnych skał na rozkaz imperatora. Makabryczna scena i wzburzone morze kontrastują ze stabilnym wizerunkiem latarni morskiej widniejącej na odległym występie skalnym.